# Ordinul Ciulinului

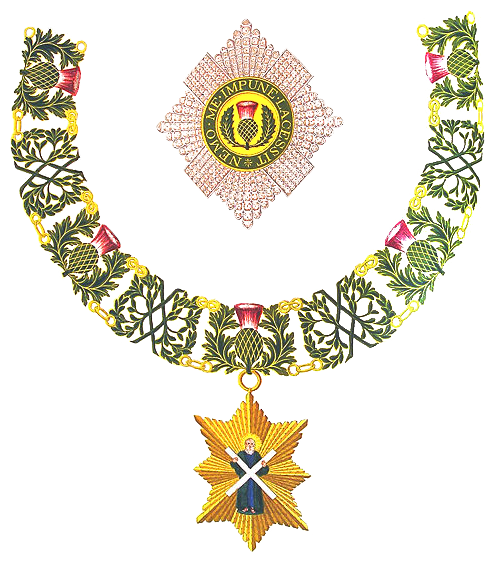
Însemnele Ordinului Ciulinului

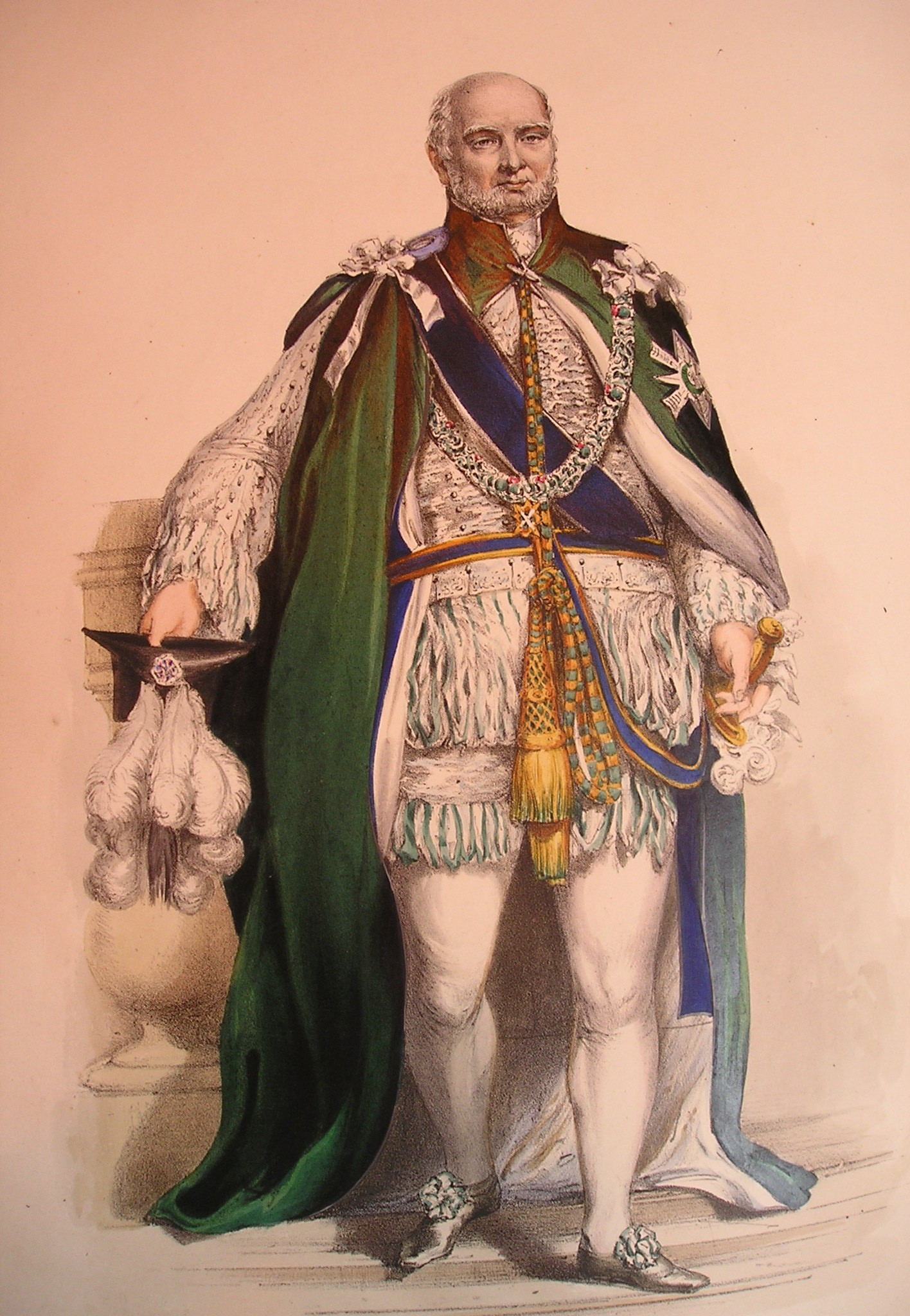
Cavaler al Ordinului Ciulinului.
Prinţul Augustus Frederick, duce de Sussex, în ţinută de cavaler (1842).

Ordinul Ciulinului (în engleză Order of the Thistle) este principalul ordin cavaleresc scoțian, instituit la data de 6 iunie 1687, de către regele Angliei Iacob al II-lea și rege al Scoției sub numele de Iacob al VII-lea. Ordinul Ciulinului este al doilea, după demnitate, din Regatul Unit, după Ordinul Jartierei.
În acea zi, el a făcut opt cavaleri și abia în anul 1703 regina Anna I a reglementat numărul cavalerilor la douăzeci. Regele, care este Mare Maestru (sau regina), regina mamă și doi cavaleri regali sunt membri din oficiu, iar șaisprezece cavaleri scoțieni sunt numiți.
Deviza lor este în latină Nemo me impune lacessit, ceea ce semnifică, în română Nimeni nu mă provoacă fără să fie pedepsit.
Sediul Ordinului ciulinului este în Catedrala din Edinburgh (în engleză St Giles' Cathedral), mai precis în Thistle Chapel.

## Istoric
Regele Iacob al IV-lea al Scoției crease o distincție în 1503 cu denumirea Ordinul Sfântului Apostol Andrei al Scoției și al Ciulinului. La data de 6 iunie 1687, regele Angliei Iacob al II-lea și rege al Scoției sub numele de Iacob al VII-lea a instituit o nouă distincție, care a primit numele de Ordinul Ciulinului.

## Descriere
Însemnele Ordinului Ciulinului sunt un ecuson de aur pe care este înfățișat Sfântul Andrei purtându-și crucea, și o placă reprezentând un ciulin cu frunză de aur, cu deviza „Nemo me impune lacessit.”